# Bobby Rhodes
Robert Rhodes, detto Bobby (Livorno, 25 ottobre 1947), è un attore italiano.

## Biografia
Ha preso parte a numerosi film di genere italiani a cavallo tra gli anni '70 e '80, sempre in ruoli da caratterista, ma spesso non veniva menzionato nei titoli di testa o di coda dei film a cui prendeva parte.
È noto principalmente per aver recitato nei film Demoni e Demoni 2 di Lamberto Bava.

## Filmografia

### Cinema
- Gungala la vergine della giungla, regia di Romano Ferrara (1967)
- I sette fratelli Cervi, regia di Gianni Puccini (1968)
- Una sull'altra, regia di Lucio Fulci (1969)
- Una sposa per Mao, regia di Albino Principe (1971)
- L'isola degli uomini pesce, regia di Sergio Martino (1979)
- Il fiume del grande caimano, regia di Sergio Martino (1979)
- Poliziotto - Solitudine e rabbia, regia di Stelvio Massi (1980)
- L'ultimo cacciatore, regia di Antonio Margheriti (1980)
- Pierino il fichissimo, regia di Alessandro Metz (1981)
- W la foca, regia di Nando Cicero (1982)
- Ciao nemico, regia di Enzo Barboni (1982)
- Bomber, regia di Michele Lupo (1982)
- Endgame - Bronx lotta finale, regia di Joe D'Amato (1983)
- I paladini: storia d'armi e d'amori, regia di Giacomo Battiato (1983)
- Hercules, regia di Luigi Cozzi (1983)
- Il tifoso, l'arbitro e il calciatore, regia di Pier Francesco Pingitore (1983)
- Paulo Roberto Cotechiño centravanti di sfondamento, regia di Nando Cicero (1983)
- Dèmoni, regia di Lamberto Bava (1985)
- Anche lei fumava il sigaro, regia di Alessandro Di Robilant (1985)
- Tutta colpa del paradiso, regia di Francesco Nuti (1985)
- Dèmoni 2... L'incubo ritorna, regia di Lamberto Bava (1986)
- Teresa, regia di Dino Risi (1987)
- Bellifreschi, regia di Enrico Oldoini (1987)
- Animali metropolitani, regia di Steno (1988)
- Il triangolo della paura, regia di Antonio Margheriti (1988)
- Afganistan - The Last War Bus, regia di Pierluigi Ciriaci (1989)
- Fuga dal paradiso, regia  di Ettore Pasculli (1990)
- Alibi perfetto, regia di Aldo Lado (1992)
- Jonathan degli orsi, regia di Enzo G. Castellari (1994)
- Pugili, regia di Lino Capolicchio (1996)
- 3, regia di Christian De Sica (1996)
- Una vacanza all'inferno, regia di Tonino Valerii (1997)
- Daylight - Trappola nel tunnel, regia di Rob Cohen (1997)
- Aria compressa - Soft Air, regia di Claudio Masin (1998)
- Buck e il braccialetto magico, regia di Tonino Ricci (1998)
- Così è la vita, regia di Aldo, Giovanni e Giacomo e Massimo Venier (1998)

### Televisione
- Il caso Liuzzo, regia di Giuseppe Fina – miniserie TV (1976)
- La trappola originale, regia di Silvio Maestranzi – miniserie TV (1982)
- Kamikaze, regia di Bruno Corbucci – film TV (1986)
- La montagna dei diamanti, regia di Jeannot Szwarc – miniserie TV (1991)
- Deserto di fuoco, regia di Enzo G. Castellari – miniserie TV (1997)
- L'impero, regia di Lamberto Bava – miniserie TV (2001)